# Stowell
Stowell é uma Região censo-designada localizada no estado norte-americano de Texas, no Condado de Chambers.

## Demografia
Segundo o censo norte-americano de 2000, a sua população era de 1572 habitantes.

## Geografia
De acordo com o United States Census Bureau tem uma área de
26,7 km², dos quais 25,7 km² cobertos por terra e 1,0 km² cobertos por água. Stowell localiza-se a aproximadamente 5 m acima do nível do mar.

## Localidades na vizinhança
O diagrama seguinte representa as localidades num raio de 36 km ao redor de Stowell.